# Klemensnäskravallerna
Klemensnäskravallerna 1932 i Klemensnäs, Ursviken, var en del av Pappersmassestrejken 1932. 
Clemensnäs är tillsammans med Sandarne i Hälsingland känt som de sista platserna där svensk polis eller militär sköt på arbetare och/eller demonstranter innan skottlossningen år 2001 i Göteborg.

## Bakgrund
Efter skotten i Ådalen 1931 strejkade pappers- och hamnarbetare längs hela Norrlandskusten. Kommunisterna började ordna protestmöten på olika platser i länet. Sådana möten hölls i Rönnskär och Kallholmen båda ligger i nuvarande Skelleftehamn. Där pläderade SKU:s förbundsordförande Filip Forsberg från Luleå för "en strejk av allmän karaktär i hela länet till dess att alla strejkbrytare avlägsnat sig.”
Arbetsgivaren AB Scharins & Söner stängde fabriksdriften men upprätthöll utlastning av massan som fanns i lager. Transportarbetareförbundet, som var en del av LO, tog inte ut stuveriarbetarna i sympatistrejk. Fabriksområdet var fridlyst av länsstyrelsen för att skydda de som arbetsgivaren kallade de "arbetsvilliga", vilka bestod av dels bolagets egna tjänstemän och dels insända Norsjöbor. Detta uppfattades som strejkbryteri.

## Demonstration mot strejkbrytare
Den 11 juni samlades 600 arbetare, på kallelse av Svenska Pappersindustriarbetareförbundets avdelning 8 i Klemensnäs, till demonstration mot strejkbrytare och antog följande uttalande:
Skellefteortens fackligt organiserade arbetare på kallelse av Svenska Pappersindustriarbetare-förbundets avdelning 8 i Klemensnäs, samlade till demonstration mot strejkbrytare, uttala den skarpaste protest mot de element, som låtit engagera sig mot arbetarna i kampen mellan kapital och arbete. Vi uttala vår avsky mot de högt avlönade tjänstemän, som finna med sin heder förenligt att utföra strejkbrytarens föraktliga gärning och därmed göra sig medansvarig i försöken att nedpressa en förut dåligt avlönad arbetsgrupps arbetsförtjänst.
Vi fördöma på det kraftigaste arbetsköparnas moral, som tillåter att personer vilka sakna förut-sättningar att överblicka konsekvenserna av sitt handlingssätt, att indragas i konflikter av före-liggande art. Vi äro underkunniga om att falsk information möjliggjort dessa judasgärningar, och de följder, vilka i en framtid drabba de däri berörda, böra rättvisligen återfalla på anstiftarna, arbetsköparna.
Mötet vill på det kraftigaste uttala sin sympati för massaarbetarna och därmed tillbakavisa de ogrundade påståenden om motsatsen, som borgarpressen särskilt omhuldar.
Som organiserade fordra vi solidaritet, och vi skola vidtaga åtgärder för solidaritetens manifesterande i den utsträckning och vid den tidpunkt vi efter moget övervägande anse som den lämpligaste och verkningsfullaste.
Mötet uttalar vidare sin bestämda uppfattning att organisationsmässigt uppträdande, en aktivare facklig politik och solidaritetsförpliktelsernas mobilisering i full utsträckning äro de medel som tillföra arbetarna segern, och att de fackligt organiserade arbetarnas plikt är, att inom sina organisationer verka i den riktning som befordrar en sådan utveckling.
Fram för seger åt massaarbetarna!
Under veckorna därefter ordnade kommunisterna flera möten och demonstrationer, oftast under ledning av sagde Forsberg och Fritz Wall, lokalredaktör för Norrskensflamman. De strejkande arbetarna hade genom sin fackförening beslutat att inte medverka vid kommunisternas möten.
I media beskrivs såväl hur "hårda proletärnävar bröt ner staketet", som hur Filip Forsberg den 30 juni i sin iver att sjövägen komma åt strejkbrytarna "okvädade kaptenen på en bogserbåt, men denne riktade flodsprutan på sällskapet".

## Protestmöte och efterspel
Den 5 juli 1932 hölls ett protestmöte mot detta i Klemensnäs som samlade cirka 1 200 arbetare. Två kommunister (vilka ansågs vara så kallade sillénare) talade om kampen mot fascismen och "dess socialdemokratiska filial socialfascisterna", som socialdemokraterna kallades, och nödvändigheten av arbetarnas samlade motoffensiv. Det dryga femtiotalet poliser utrustade med sablar och gevär kunde inte hindra att arbetarna efter mötet tågade vidare mot hamnen där de rev avspärrningarna runt fabriksområdet och hamnade i slagsmål med strejkbrytare och polis. Över fabriken hissades en röd banderoll med texten "Kamp mot fascism och strejkbryteri". Demonstrationen besköts av polisen med skarpa skott och två arbetare sårades livshotande. De personer som lett motståndet sattes i fängelse. För Klemensnäskravallerna fick de båda talarna, Forsberg och Wall, vardera två och ett halvt års fängelse. En kvinna fick sex månaders straffarbete och sju män fick tre månaders straffarbete var.